# Rob Sheridan
Pour les articles homonymes, voir Sheridan.

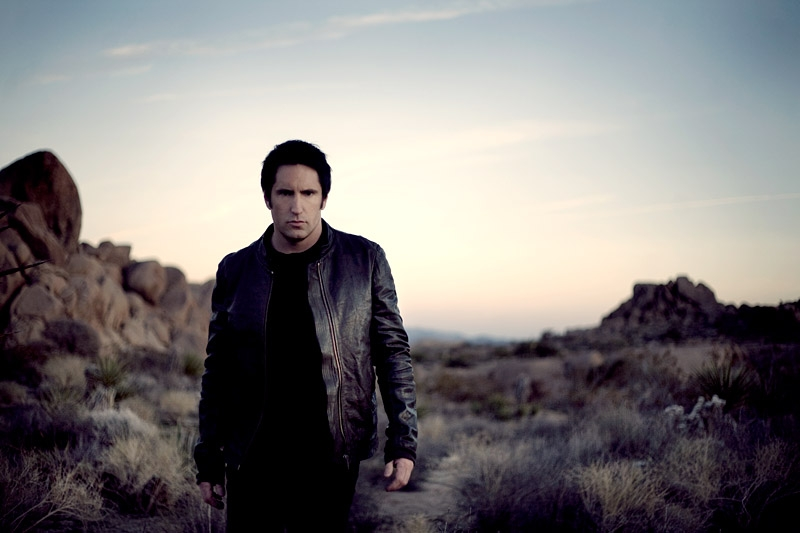
Trent Reznor photographié par Rob Sheridan

Rob Sheridan, né le 11 octobre 1979, est un photographe, dessinateur et graphiste américain. Il est surtout connu pour son considérable travail avec le groupe Nine Inch Nails.
Rob a suivi durant un an les cours du Pratt Institute de New York, une des principales écoles d'art des États-Unis. Trent Reznor le remarqua en 1999, par un site de fans de Nine Inch Nails qu'il avait créé pendant ses études. Il avait initialement été embauché pour maintenir le nouveau site officiel du groupe. Depuis, il en est devenu le directeur artistique. Il y contribue par la photographie, travaille sur le design du site, sur les couvertures d'albums, les clips musicaux, les visuels des tournées et a déjà réalisé deux films de concerts. Il a aussi assisté Trent Reznor dans la création du "jeu en réalité alternée" (ARG) réalisé à partir de l'album Year Zero de Nine Inch Nails.

## Réalisations avec Nine Inch Nails
- Things Falling Apart (album, 2000) – Concepteur
- And All That Could Have Been (film de concert, 2002) – Directeur, éditeur, directeur de photographie[5]
- The Hand That Feeds (clip vidéo, 2005) – Directeur[6], éditeur[7]
- With Teeth (album, 2005) – Directeur artistique
- Beside You In Time (film de concert, 2007) – Directeur, éditeur, directeur artistique[7]
- Survivalism (clip vidéo, 2007) – Codirecteur[7]
- Year Zero (album, 2007) – Directeur artistique
- Ghosts I-IV (album, 2008) - Directeur artistique
- The Slip (album, 2008) - Directeur artistique
- Lights In The Sky (tournée, 2008) - Directeur artistique[8]

## Travail individuel
Rob Sheridan s'est aussi fait connaître pour son travail d'illustration, notamment en postant fréquemment ses œuvres sur son Sketchblog. Il les décrit comme « un exercice dans la discipline créative - un essai lui permettant de dessiner plus et de s'amuser avec des images et des idées qui n'entrent pas dans son travail professionnel ».

## Nominations
En décembre 2008, en reconnaissance de son travail en tant que directeur artistique pour la création du coffret Ghosts I-IV, Rob Sheridan a été nommé au Grammy Award pour The Best Box Set or Limited Edition Package.